# HysIS
HysIS (acronyme de Hyperspectral Imaging System)  est un minisatellite d'observation de la Terre indien lancé le 29 novembre 2018. Il est construit, lancé et exploité par l’ISRO, l’agence spatiale indienne. Le satellite doit fournir des images hyperspectrales pour différentes applications nationales comme l'agriculture, la sylviculture, l'évaluation des zones côtières, des eaux intérieures, des sols et d'autres environnements géologiques. Le satellite est placé en orbite héliosynchrone à une altitude de 637 kilomètres par le lanceur PSLV-C43 décollant depuis le centre spatial Satish-Dhawan. Sa mission doit durer 5 ans.

## Caractéristiques techniques
HysIS, qui est stabilisé sur 3 axes, utilise la plate-forme IMS-2 déjà mise en œuvre par le satellite franco-indien SARAL. Le minisatellite a une masse de 380 kg au lancement. Il a la forme d'un parallélépipède dont les dimensions sont 2,158 x 1,386 x 1,121 m. Ses panneaux solaires déployés en orbite fournissent 730 watts et l'énergie excédentaire est stockée dans un accumulateur lithium-ion de 64 ampères-heures. Sa charge utile est constituée de 2 spectromètres effectuant des observations dans 55 bandes spectrales en lumière visible et proche infrarouge (0,4-0,95 µm et 0,85-2,4 µm). La résolution spatiale est de 30 mètres

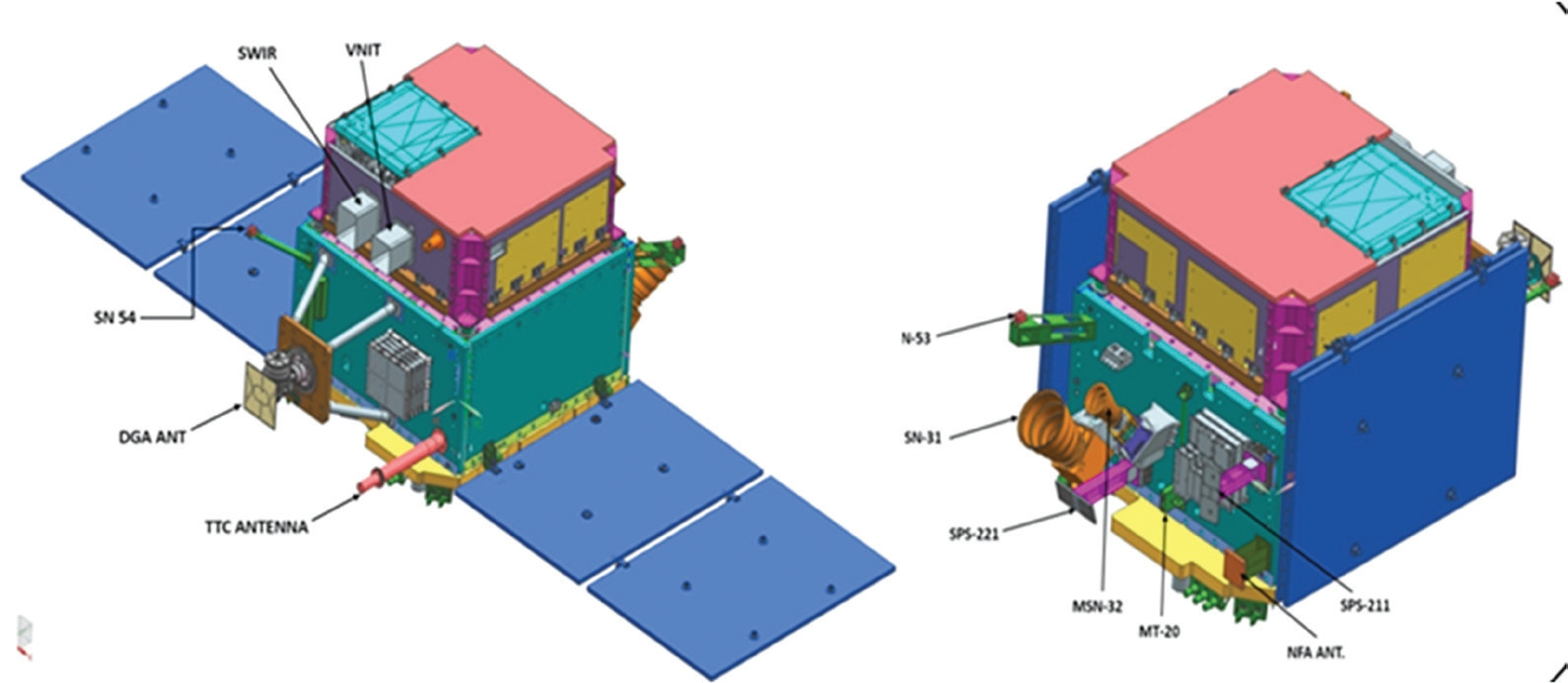
Schéma du satellite.
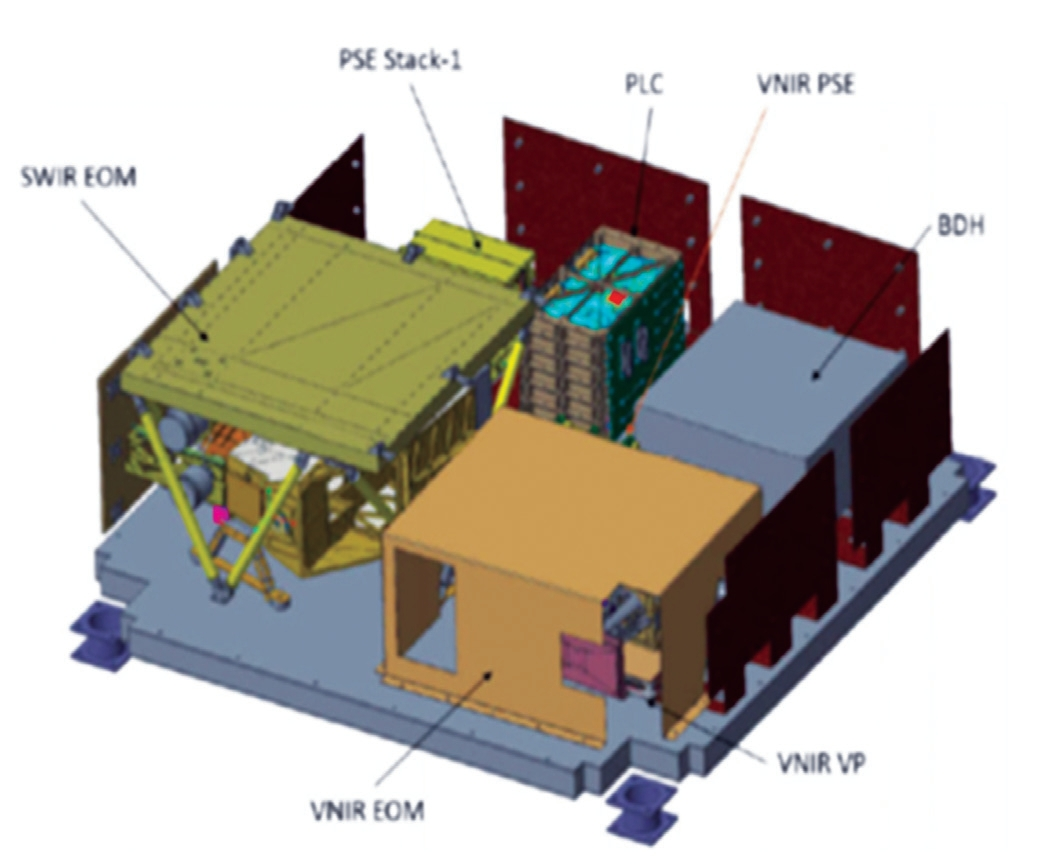
Schéma de l'instrument.